# نيكوليت كريبيتز
نيكوليت كريبيتز (بالألمانية: Nicolette Krebitz)‏ هي مغنية وعارضة وكاتبة سيناريو ومنتجة أفلام ومخرجة وممثلة ألمانية، ولدت في 2 سبتمبر 1972 ببرلين في ألمانيا.

## الأعمال

### أفلام
| السنة | العنوان | الدور        |
| ----- | ------- | ------------ |
| 2025  | الضوء   | ميلينا إنغلز |

## وصلات خارجية
- نيكوليت كريبيتز على موقع IMDb (الإنجليزية)
- نيكوليت كريبيتز على موقع ميتاكريتيك (الإنجليزية)
- نيكوليت كريبيتز على موقع روتن توميتوز (الإنجليزية)
- نيكوليت كريبيتز على موقع مونزينجر (الألمانية)
- نيكوليت كريبيتز على موقع قاعدة بيانات الأفلام العربية
- نيكوليت كريبيتز على موقع ألو سيني (الفرنسية)
- نيكوليت كريبيتز على موقع ميوزك برينز (الإنجليزية)
- نيكوليت كريبيتز على موقع ميوزك برينز (الإنجليزية)
- نيكوليت كريبيتز على موقع أول موفي (الإنجليزية)
- نيكوليت كريبيتز على موقع قاعدة بيانات الأفلام السويدية (السويدية)